# Marlene Knobloch
Marlene Knobloch (* 1994 im Altmühltal in Bayern) ist eine deutsche Journalistin und Autorin. Sie arbeitet als Kulturreporterin und Essayistin.

## Ausbildung
Knobloch wuchs im Altmühltal auf. Später studierte sie in Berlin und Tel Aviv Deutsche Literatur und Philosophie. Von 2019 bis 2021 wurde sie an der Deutschen Journalistenschule in München zur Redakteurin ausgebildet.

## Journalistische Tätigkeiten
Marlene Knobloch zählt zu den Vertreterinnen des deutschsprachigen Narrativen Journalismus. Bekannt wurde sie für ihre pointierten Texte in den Bereichen Kultur und Gesellschaft. Dazu zählt sowohl das Kommentieren diverser TV-Formate, als auch das schreiben tieferer Lebensskizzen von Menschen im Alltag und in Ausnahmezuständen, vor allem für die Seite drei der Süddeutschen Zeitung und für verschiedene Ressorts der Wochenzeitung Die Zeit.
Seit ihrem Abschluss an der Deutschen Journalistenschule arbeitet Knobloch vor allem als Kulturreporterin und Essayistin. Sie war von 2021 bis 2024 Redakteurin im Kulturressort der Süddeutschen Zeitung. Im Januar 2025 wechselte sie ins Feuilleton der Wochenzeitung Die Zeit.

## Rezeption
Ihr Erstlingswerk Serious Shit wurde breit rezipiert. Der Standard meint, dass die Journalistin Marlene Knobloch aber daran scheitert, ihrer Generation in dem Buch den Spiegel vorzuhalten und dabei dann abgleitet in eine Moralpredigt. Für die NZZ ist Marlene Knobloch eine schonungslose Beobachterin jener, die heute um die dreißig sind. Für Die Welt verarbeitet die sie in dem Buch den Schock ihrer Generation, nach einer Jugend in Frieden plötzlich den brutalen Krieg in der Ukraine zu erleben. Die Süddeutsche Zeitung meint, dass Knobloch das Gefühl einer Gesellschaft im Buch diagnostiziert und dich dabei fragt, wie in dieser Demokratie junge, extrem individualisierte Menschen Verantwortung übernehmen können. Auch der Cicero meint, dass sie in ihrem Buch Serious Shit den Realitätsschock der 30-Jährigen beschreibt. Das Buch sei ein Essay über eine Gesellschaft, die immer individualistischer wird – und warum sich das in Zukunft ändern müsse.

## Sonstiges
Marlene Knobloch ist Mitglied und Gesellschafterin der Autorengemeinschaft Hermes Baby, die sich für die Verbreitung und Weiterentwicklung des deutschsprachigen Erzähljournalismus einsetzt.

## Auszeichnungen und Nominierungen
- 2021: „Top 30 bis 30“ der Branchenzeitschrift Medium Magazin,[10] gewählt unter die 30 besten Nachwuchstalente des deutschen Journalismus unter 30.
- 2024: Nominierung zur besten deutschen Kulturjournalistin des Jahres. Wahl unter die Top10[11]

## Werke
- Serious Shit. Essay. dtv, München 2023, ISBN 978-3-423-28322-9